# Adolf van Haemstede
Adolf van Haemstede (Zeeland, 1520 - Zierikzee, 1585) was vanaf 1543 een scheepsbevelhebber in de vloot die Maximiliaan van Bourgondië tegen Frankrijk uitzond. Hij was en bleef Spaansgezind tijdens de Tachtigjarige Oorlog. Hij is baljuw geweest van Duiveland; kreeg een riddertitel en werd later vice-admiraal in de Zuid-Nederlandse vloot, waarna hij in 1574 na een mislukte poging om Middelburg binnen te vallen, gevangen werd genomen door opstandelingen (Geuzen). Zijn naam werd na zijn vrijlating in 1576 niet meer genoemd. 
Hij was de zoon van Witte van Haemstede en Agatha van Schengen en was drie keer getrouwd. Zijn eerste vrouw was Maria van der Lisse die hem één kind schonk, zijn tweede vrouw Jacoba van Auxi schonk hem geen kinderen en met zijn derde vrouw Anna van Almeras kreeg hij zes kinderen.